# Landwijn
Landwijn is een beschermde geografische aanduiding voor wijn uit een bepaald land. Een nauwkeuriger aanduiding dan nationaal – zoals een typische wijnstreek, provincie of stad – krijgt deze niet. Het zijn doorgaans eenvoudiger wijnen, maar kwalitatief vaak beter dan tafelwijn.
Veel wijnlanden kennen een kwaliteitstrap "landwijn" waaronder,
- Frankrijk - Indication Géographique Protégée (voorheen Vin de pays)
- Duitsland - Deutscher Landwein
- Italië - Indicazione Geografica Tipica